# Tegnap (film, 2018)
A Tegnap (nemzetközi címe: Hier) 2018-ban bemutatott nemzetközi koprodukcióban készült magyar filmdráma, Kenyeres Bálint első nagyjátékfilmje.
Premierjére a 2018-as Locarnói filmfesztiválon került sor. Magyarországi bemutatója szeptember 6-án volt.

## Főszereplők
- Vlad Ivanov
- Féodor Atkine
- Jo Prestia
- Djemel Barek
- Gamil Ratib
- Toulou Kiki
- Johanna ter Steege
- Isaka Sawadogo
- Jacques Weber

## Háttere
A Tegnap Kenyeres Bálint első nagyjátékfilmje. Főszereplője a román Vlad Ivanov, akit leginkább a Cannes-ban Arany Pálmát nyert 4 hónap, 3 hét, 2 nap című filmből, vagy legutóbb a Toni Erdmann-ból ismerhet a közönség.
Főbb szerepekben Jacques Weber, Féodor Atkine, Djemel Barek, Jo Prestia, a holland színésznő Johanna Ter Steege, valamint a Timbuktuból ismert Toulou Kiki láthatók.
A filmet Fillenz Ádám fényképezte, producere Taschler Andrea. A Filmalap támogatásával készült Tegnap a magyar Mirage Film, a francia Films de l’Aprés-Midi, a holland Rotterdam Films, a német One Two Films, a svéd Chimney Pot és a Film i Väst és a marokkói La Prod koprodukciója.

## Díjai és elismerései
- 2011: díj – Atelier-díj – legjobb forgatókönyv – (Cannes-i Nemzetközi Filmfesztivál)
- 2018: jelölés – Arany Leopárd (Locarnói Nemzetközi Filmfesztivál)